# Nyceryx riscus
Espèce
Nyceryx riscus est une espèce d'insectes lépidoptères (papillons) qui appartient à la famille des Sphingidae, sous-famille des Macroglossinae, à la tribu des Dilophonotini, sous-tribu des Dilophonotina, et au genre Nyceryx. 

## Description
L'imago
L'envergure varie de 50 à 58 mm. L'espèce ressemble à  à Nyceryx stuarti mais en plus petite taille et plus pâle. Elle  a une tache discale indistincte, centrée sur le gris et un point noir apparent distal vers le costa sur le dessus de l'aile antérieure.

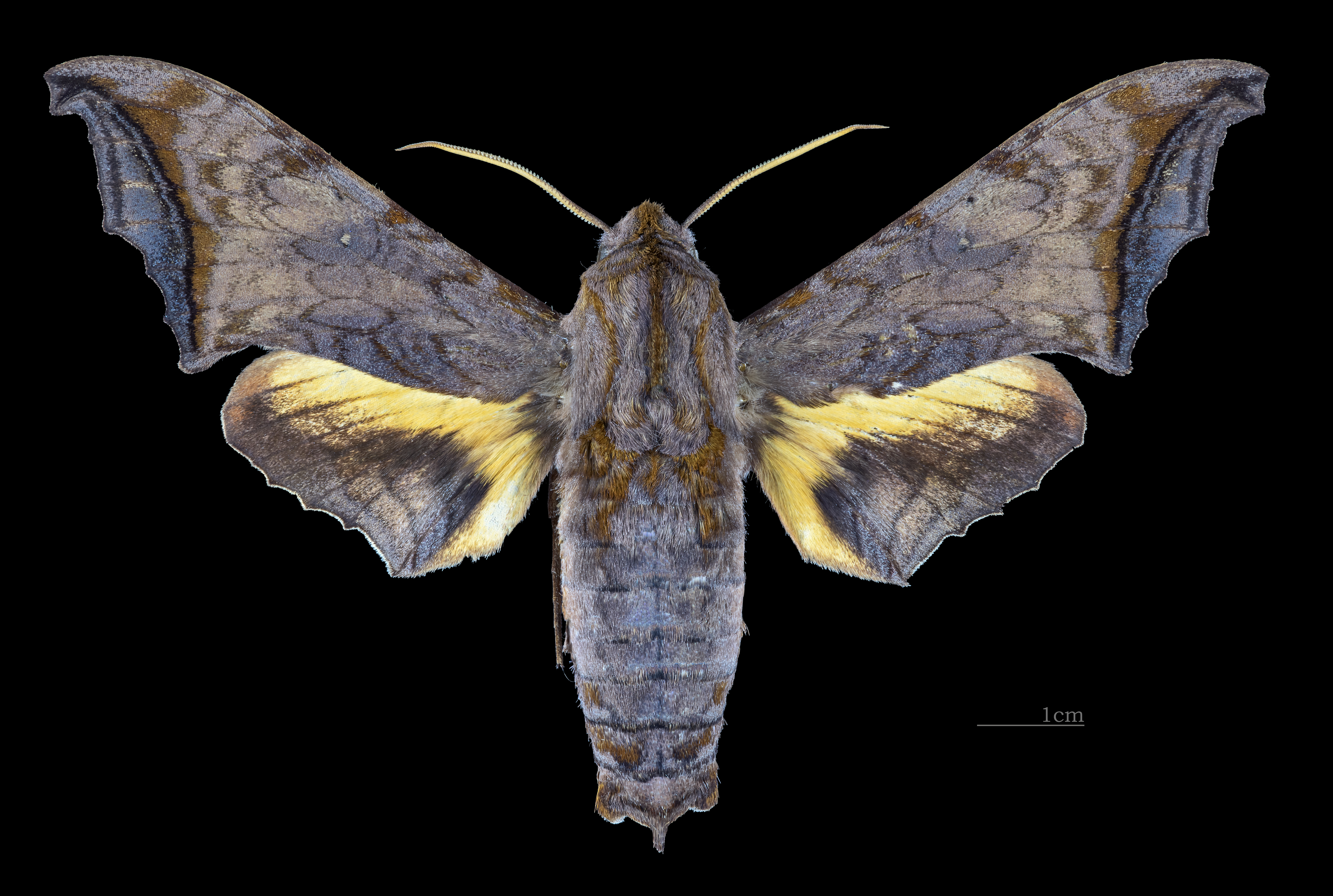
Face dorsale du mâle (coll. MHNT)
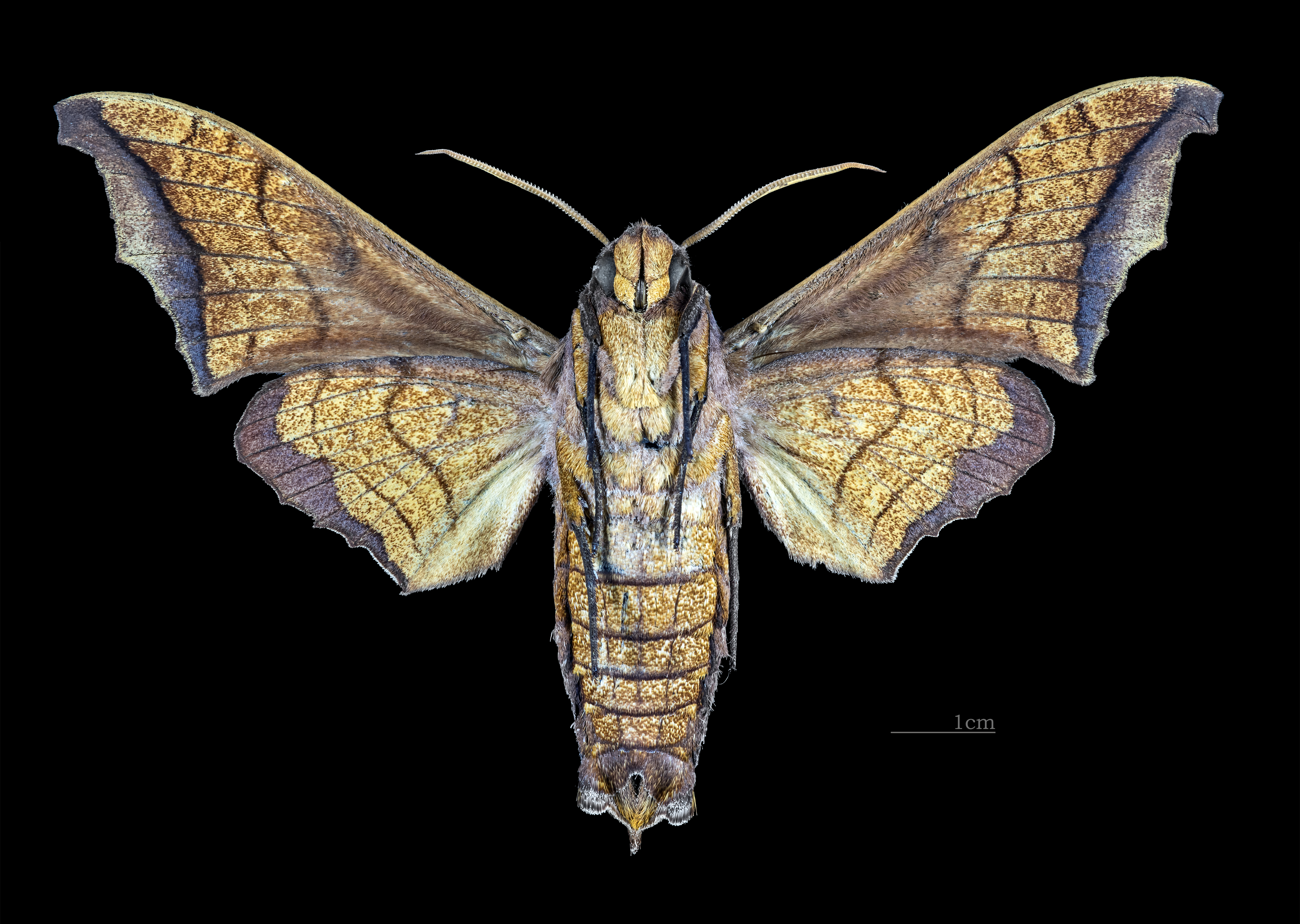
Revers du mâle (coll. MHNT)
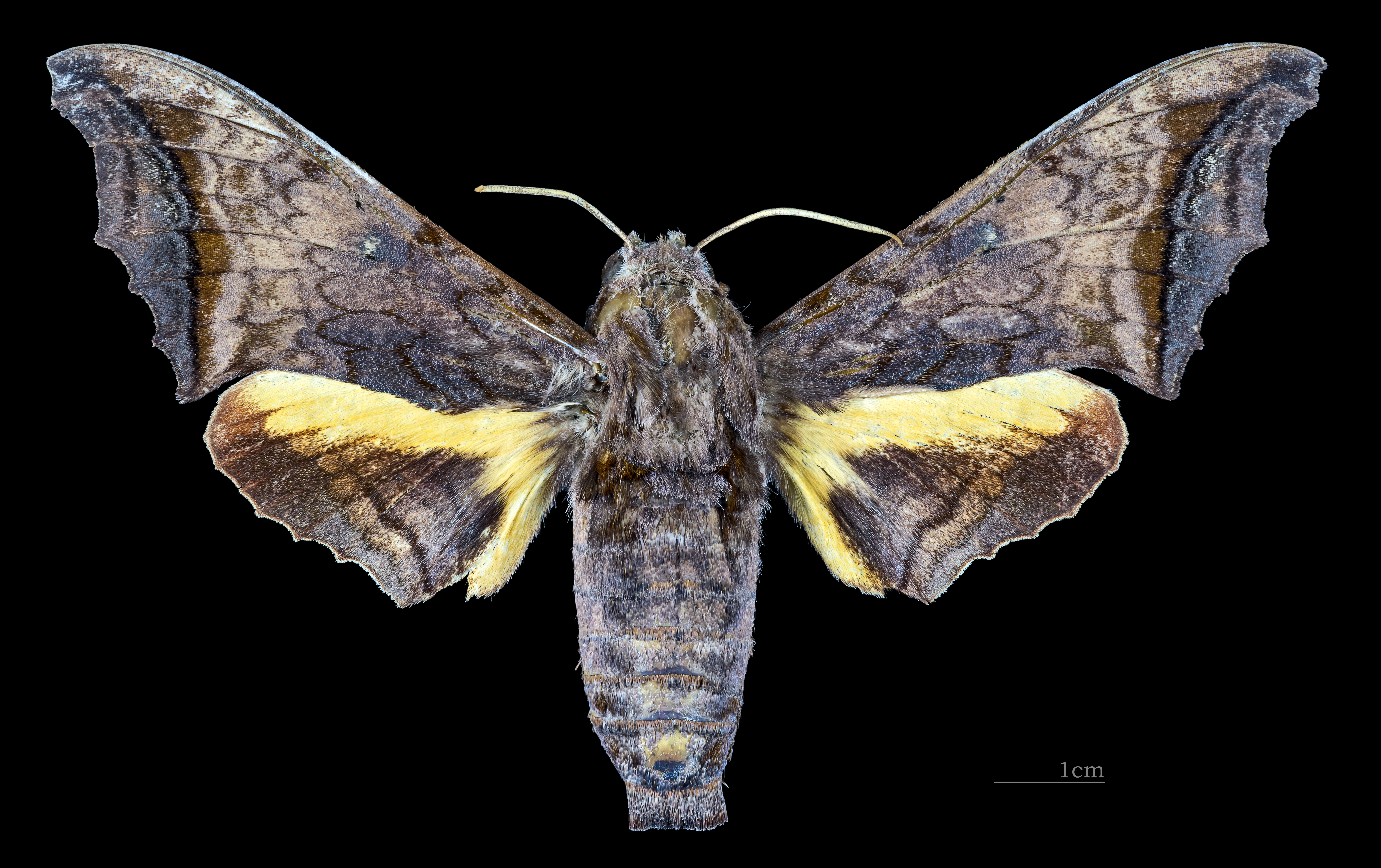
Face dorsale de la femelle (coll. MHNT)
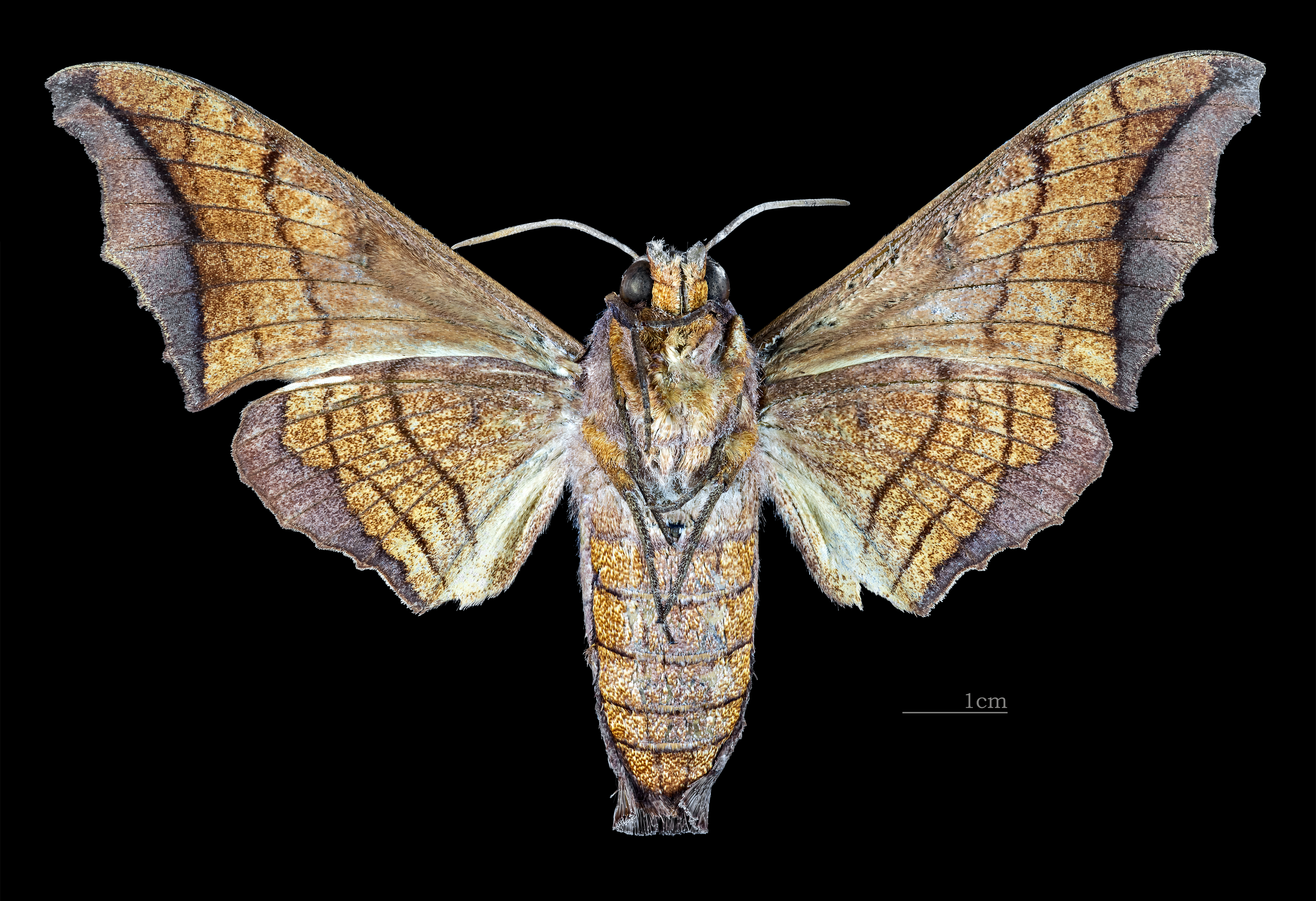
Face ventrale de la femelle (coll. MHNT)

La chenille
Elles ont une corne de queue verte solide avec des bosses bien développées. Le corps est d'un vert jaunâtre ou vert pâle avec des bandes obliques latérales en diagonale jaune pâle. La tête est vert pâle avec une trace de lavis bleu.

## Biologie
Les adultes volent toute l'année. Les chenilles se nourrissent sur Xylophragma seemannianum.

## Répartition
Nyceryx riscus, vole dans les plaines tropicales et subtropicales.
L'espèce est connue au Belize, Mexique, au Costa Rica et plus au sud en Equateur Bolivie et en Argentine.

## Systématique
- L'espèce Nyceryx riscus a été décrite par l'entomologiste américain William Schaus, en 1890 sous le nom initial dEnyo riscus'[2].
- La localité type est le Mexique.

### Synonymie
- Enyo riscus Schaus, 1890 protonyme
- Pachygonia creusa Rothschild, 1894[3]